# Харилай
Харила́й, Харилл, Харил (др.-греч. Χάριλλος, Χαρίλαος; в переводе — «Радость народа» или «Любезный народу») — царь Спарты из рода Еврипонтидов IX или VIII века до н. э., правил совместно с Архелаем из Агиадов. Согласно Плутарху и Павсанию, Харилай — сын царя Полидекта, согласно Геродоту и Диодору Сицилийскому — сын царя Евнома. Придерживаясь первой версии, дядей и опекуном Харилая был древнегреческий политический деятель Ликург.
Во время правления Харилая Ликург провёл свои реформы в спартанском законодательстве. Вместе с Архелаем царь после благословения дельфийского оракула захватил город Эгис на юге Аркадии. Самостоятельно Харилай напал на Арголиду и Тегею. В последней он потерпел поражение и был взят в плен, но затем освобождён. Преемником Харилая стал его сын Никандр.

## Биография
Харилай, согласно Плутарху и Павсанию, сын спартанского царя Полидекта, однако Геродот и Диодор Сицилийский считают его сыном царя Евнома.
Согласно Плутарху, после смерти Полидекта власть должна была перейти его младшему брату Ликургу, однако, узнав что жена умершего царя беременна, он сказал, что власть перейдёт ребёнку, если тот родится мальчиком. Вдова предлагала Ликургу отравить плод, чтобы он стал полновластным правителем и взял её в жёны. Он не одобрил этого, но притворился, что согласен, возразив лишь в том, что отравить плод будет слишком опасно, поэтому он сам разберётся с новорожденным ребёнком. Перед родами Ликург отправил своих людей следить за роженицей, приказав немедленно принести к нему ребёнка, если тот окажется мальчиком, что и произошло. Ему принесли ребёнка во время заседания с высокими должностными лицами. Он взял его на руки и сказал: «Спартанцы, у вас родился царь!». Положив его на место царя, Ликург назвал ребёнка Харилаем, став его опекуном. Однако мать новорождённого и её родственники, в особенности брат Леонид, начали распространять слухи о том, что он хочет занять престол. Ликург опасался того, что если с Харилаем что-нибудь случиться, то его посчитают виновным, поэтому спустя 8 месяцев покинул Спарту, приняв решение вернуться, когда у царя появится наследник. По мнению Геродота, Ликург был дядей и опекуном не Харилая, а Лаботы.
Соправителем Харилая из рода Агиадов был Архелай. По мнению британского историка Пола Картледжа, Архелай и Харилай являются первыми спартанскими царями-соправителями. Эстонский историк Майт Кыйв считает, что Харилай является первым реальным царём из Еврипонтидов за счёт того, что он и Архелай — первые спартанские цари, о совместных действиях которых упоминается в источниках. Предшественников Харилая Кыйв назвал вымышленными.
Среди как и современных, так и античных учёных, нет общего мнения о периоде правления Харилая. Картледж относит его к 775—760 годам до н. э., историки Джордж Форрест и Джозеф Фонтенроуз — к 775—750 годам до н. э., доцент кафедры классической литературы Кентерберийского университета Виктор Паркер — к 750—725 годам до н. э. По Диодору Сицилийскому, Харилай должен был править в 884—825 годах до н. э., а по Сосибию Лаконскому — в 873—810 годах до н. э.
Спартанцы тосковали по покинувшему страну Ликургу, видя в нём сущность руководителя и наставника, а также говоря, что царей от народа отличали лишь титул и почести. Цари также ожидали его, надеясь, что по его прибытии люди станут уважительнее к ним относится. Ликург обратился к дельфийскому оракулу. Пифия назвала его боголюбезным и сказала, что Аполлон дарует спартанцам порядки лучшие, чем в других государствах. Ободрённым этим, Ликург вернулся в Спарту, начав изменять государственное устройство. На этот момент времени Харилай должен был достигнуть совершеннолетия. Ликург собрал широкий круг людей для осуществления своего плана. Когда наступило нужное время, он приказал 30 знатным мужчинам в полном вооружении выйти на площадь, чтобы внушить страх возможным сопротивленцам. Приняв это за мятеж, Харилай спрятался в храме Афины Меднодомной, но после уговоров вышел из него.
Во время правления Харилая и Архелая Ликург провёл реформы в спартанском законодательстве, которые ограничили, но при этом укрепили власть царей. Одна из них — герусия, совет из 28 старейшин и 2 царей, решающий споры. Если раньше цари пытались достигнуть единовластия, то отныне они входили в герусию и могли принять решения только совместно с остальными её членами. Прежняя власть царей распространялась только на войне. Помимо герусии, Ликург ввёл устную конституцию Большую Ретру, народное собрание апеллу, возможно, эфоров и др. По словам Аристотеля, в правление Харилая аристократия сменила монархию в Спарте. По мнению Кыйва, реформы Ликурга предотвратили тиранию царя.
Согласно Картледжу, около второй половины VIII века до н. э. дельфийский оракул благословил завоевание города Эгиса на юге Аркадии, приказав посвятить Аполлону половину полученных земель. Харилай вместе с Архелаем захватили его, обратив жителей в рабство. Современные учёные считают слова оракула подлинными. По мнению Картледжа, их истинность доказывают установленные Спартой религиозно-политические отношения с Дельфами и совместное действие царей в завоевании. По мнению профессора Ирландского национального университета в Мейнуте Джорджа Леонарда Хаксли, скириты были союзниками спартанцев во время захвата Эгиса.
Самостоятельно Харилай напал на Арголиду. Через несколько лет он вторгся в Тегею. Тегеатские женщины устроили засаду под холмом, напав на спартанцев во время сражения, сокрушив их. Харилай был взят в плен. Его отпустили взамен на то, что он даст клятву больше никогда не нападать на Тегею.
По мнению Диодора Сицилийского, Харилай правил 60 лет, а по мнению Климента Александрийского — 64 года. Преемником царя стал его сын Никандр.
По словам Плутарха, Харилай был кроток. Он приводит слова Архелая, согласно которым, Харилай не мог гневаться даже на своих врагов. Плутарх также приводит слова сподвижника Ликурга Архидамида, сказанные тем в ответ на хвалу царя: «А справедливо ли хвалить человека, который ласков даже с подлецами?».

### Античные источники
- Аристотель. Политика / перевод с др.-греч. С. М. Роговина. — М., 2010. — 592 с. — ISBN 978-5-386-02079-8.
- Геродот. Геродот. История в 9 кн. / Пер., предисл. и указатель Ф. Г. Мищенко. — 2-е. — М.: тип. Е. Г. Потапова, 1888. — Т. 2.
- Диодор Сицилийский. Греческая мифология (Историческая библиотека) / перевод с древнегреческого О. П. Цыбенко. — М.: Лабиринт, 2000. — 224 с. — ISBN 5-87604-091-6.
- Климент Александрийский. Строматы, творение учителя церкви Климента Александрийского / перевод Н. Корсунского. — Ярославль: Типография Губернской Земской управы, 1892.
- Павсаний. Описание Эллады / перевод с древнегреческого С. П. Кондратьева. — СПб.: Алетейя, 1996. — Т. 1. — ISBN 5-89329-006-2.
- Павсаний. Описание Эллады / перевод с древнегреческого С. П. Кондратьева. — СПб.: Алетейя, 1996. — Т. 2. — ISBN 5-89329-007-0.
- Плутарх. Застольные беседы / Изд. подгот. Боровский Я. М., Ботвинник М. Н., Брагинская Н. В., Гаспаров М. Л., Ковалева П. И., Левинская О. Л.. — Л.: Наука, 1990. — ISBN 5-02-027967-6.
- Плутарх. Сравнительные жизнеописания в двух томах / Изд. подгот. С. С. Аверинцев, М. Л. Гаспаров, С. П. Маркиш. — 2-е. — М.: Наука, 1994. — Т. 1. — ISBN 5-02-011570-3.

### Современные источники

#### На русском языке
- Ботвинник М. Н., Стратановский Г. А. Знаменитые греки. — 2-е изд. — М.: Просвещение, 1968.
- Зайков А. В. Скириты и вопрос о лакедемонском гражданстве // Исседон - ΙΣΣΕΔΩΝ: Альманах по древней истории и культуре. — 2007. — Т. 4. — С. 26—58.
- Фюстель де Куланж Н. Д. Гражданская община древнего мира / под редакцией проф. Д. Н. Кудрявского. — СПб.: Типография Б. М. Вольфа, 1906.

#### На других языках
- Cartledge P. Sparta and Lakonia: A Regional History 1300—362 BC (англ.). — second edition. — London and New York, 2002. — ISBN 0-203-47223-3.
- Fontenrose J. The Delphic Oracle, Its Responses and Operations, with a Catalogue of Responses (англ.). — Berkeley: University of California Press, 1978. — ISBN 0-520-03360-4.
- Forrest W. G. History of Sparta (англ.). — New York: Norton, 1986.
- Gelzer H. Lykurg und die delphische Priesterschaft (нем.) // Rheinisches Museum für Philologie. — 1873. — Bd. 28. — S. 1—55. — JSTOR 23216124.
- Huxley G. L. Early Sparta (англ.). — London: Harvard University Press, 1962. — 164 p. — ISBN 978-0389020400.
- Kõiv M.[эст.]. Ancient Tradition and Early Greek History: The Origins of States in Early-archaic Sparta, Argos and Corinth (англ.). — Tallinn: Avita Publishers, 2003. — ISBN 9985-2-0807-2.
- Niese B. Charillos :  [нем.] // Paulys Realencyclopädie der classischen Altertumswissenschaft. — Stuttgart : J.B. Metzler[нем.], 1899. — Bd. III,2. — Kol. 2142.
- Parke H. W. , Wormell D. E. W. The Delphic Oracle: The History (англ.). — Oxford: Blackwell, 1956.
- Parker V. Some Dates In Early Spartan History (англ.) // Klio. — 1993. — Vol. 75. — P. 45—60. — doi:10.1524/klio.1993.75.75.45.
- Pococke E., Ottley J. B., Rutt J. T. The History Of Greece, From The Earliest Records To The Close Of The Peloponnesian War, Includ. A Sketch Of The Geography Of Greece, And Dissertations ... Age, On The Early Painters And Sculptors (англ.). — Griffin, 1852. — 536 p.| Ссылки на внешние ресурсы | Ссылки на внешние ресурсы                                                       |
| ------------------------- | ------------------------------------------------------------------------------- |
| Словари и энциклопедии    | - Брокгауза и Ефрона - Реальный словарь классических древностей - Pauly-Wissowa |